# Thomas Neumann (Künstler)

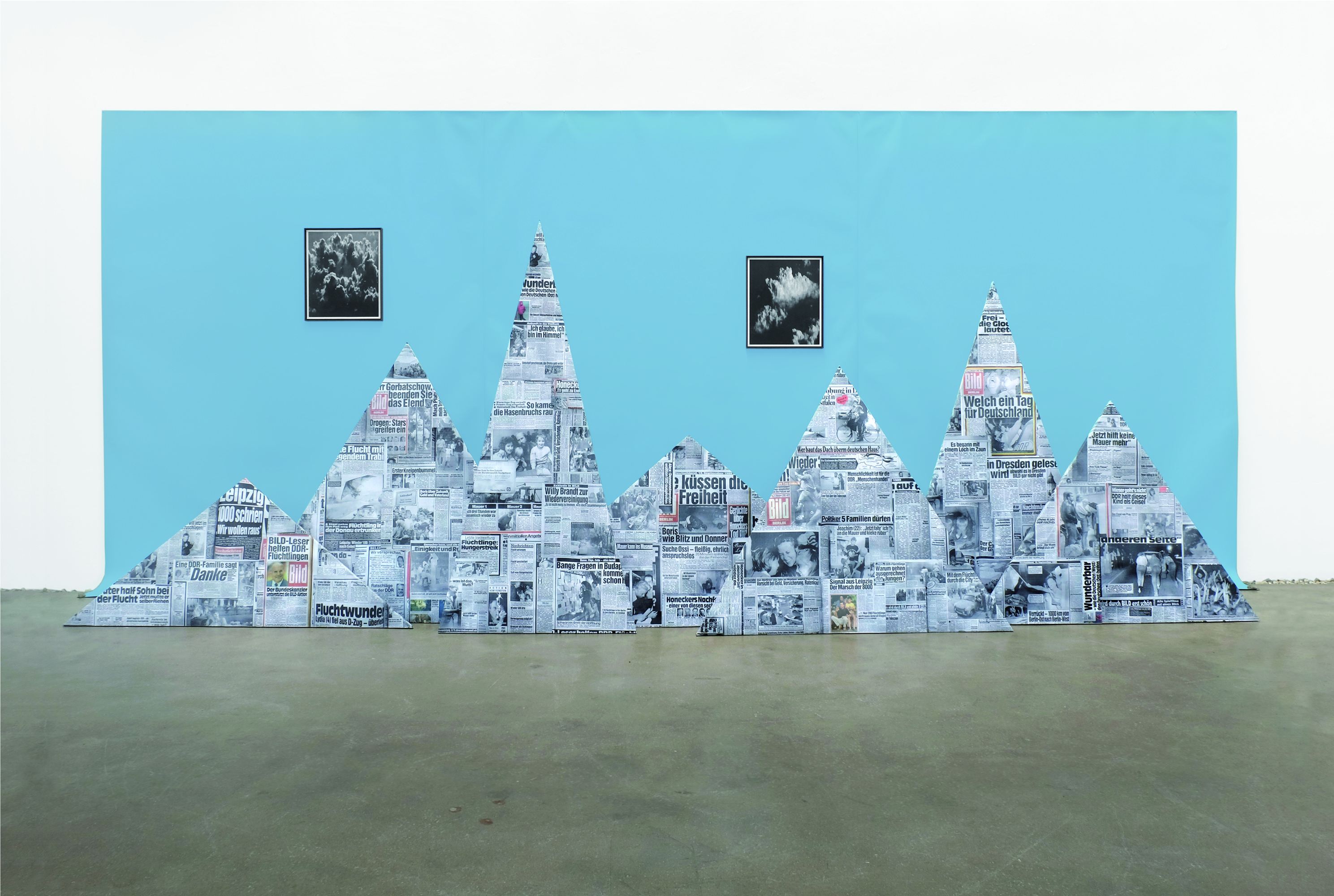
„Landschaftsbild“, Emsdettener Kunstverein, 2019, Installation

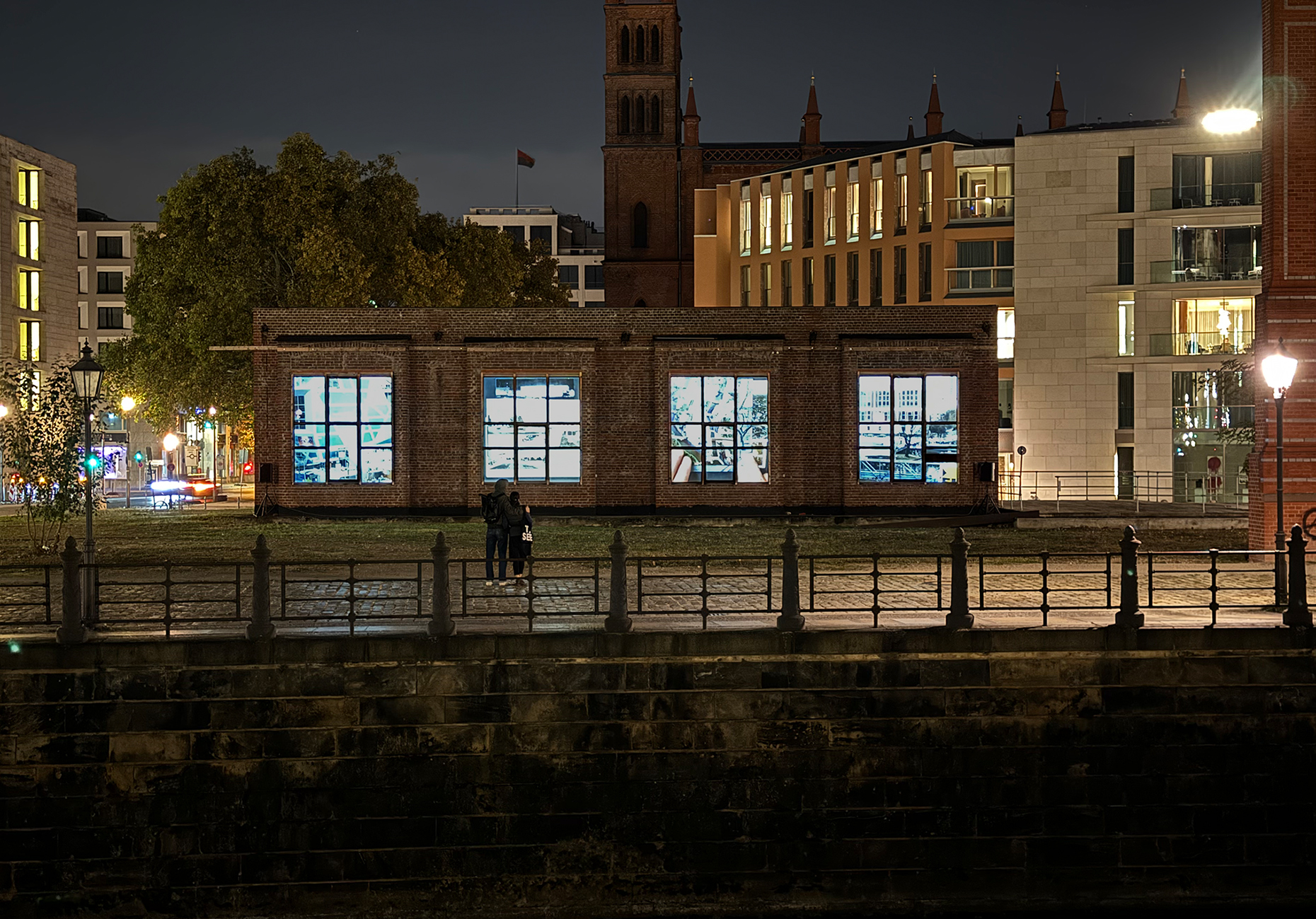
„Die Eiche vom Schlossplatz Berlin“, 2024, filmische Installation

Thomas Neumann (* 1975 in Cottbus) ist ein deutscher Künstler.

## Leben
Neumann verbrachte seine Kindheit und Jugend in Cottbus und Königs Wusterhausen. Nach einem Aufenthalt in Leipzig studierte er von 1997 bis 2004 an der Kunstakademie Düsseldorf bei Bernd und Hilla Becher und bei Thomas Ruff, wo er als Meisterschüler abschloss. Er ist Mitglied in der Deutschen Gesellschaft für Photographie und im Deutschen Künstlerbund. 

## Werk
Inspiriert durch seine Wurzeln in Ostdeutschland interessiert sich Neumann für das architektonische und historische Erbe des kommunistischen Ostblocks. So entstanden die Serien „homo sovieticus“ (1998–2002), „Pictures from Utopia“ (2003–2005), „Unbuilt City“ (2007), „1984 News from Utopia“ (2003), sowie „Sternenflug und Apfelblüte“ (2013).
Als Kurator organisierte Neumann das Projekt „Kongress der Futurologen“, welches 2007 bzw. 2008 in den Sozialistischen Planstädten Eisenhüttenstadt und Dunaújváros stattfand.
Mit „Denkmal für eine Stadt“ (2006) begann Neumann seine Arbeit an raumgreifenden Installationen, die Fotografie und Skulptur kombinieren. Für die Installation „Geister“ (2009) gewann er den Bergischen Kunstpreis 2010. Die Überblicksausstellung „Exakte Vertrauensgrenzen. Fotografie seit 1994“ fand 2020 im Weltkunstzimmer in Düsseldorf statt. Das gleichnamige Buch erschien im Hatje Cantz Verlag mit Beiträgen von Karl Schlögel, Durs Grünbein und Gabriele Muschter/Uwe Warnke.
Durch einen zweijährigen Aufenthalt in Japan beeinflusst begann Neumann sich für Landschaftsfotografie zu interessieren. Es folgten die Werkserien „Mori“ (ab 2012) und „Ishi“ (ab 2013), welche in das Buch „The Japanese Series“ (2015) einflossen. Als Reaktion auf die dreifach Katastrophe in Fukushima 2011 veröffentlichte er das Buch „Märztage　三月日記“ im Revolver Verlag. Zum 10-jährigen Jahrestag organisierte er mit einer Lese-Performance seines Buches ein Fukushima Memorial 2021 Projekt.　
In dem seit 2021 angelegten Projekt „Die Eiche vom Schlossplatz Berlin“ kommen Neumanns Interesse für Geschichte und sein Blick auf Natur zusammen. Anhand von Fotografien erzählt der Künstler die Geschichte einer Stieleiche, die nach der Einweihung des Kaiser-Wilhelm-Nationaldenkmals 1897 auf einem neben der Schleusenbrücke gelegenen Gartenland gepflanzt wurde. In mehr als 60 Archiven, Bibliotheken und Sammlungen spürt Thomas Neumann als visueller Archäologe diesem Baum in der Berliner Fotografie des 20. Jahrhunderts nach. Als Nebendarstellerin in den Fotos der Ereignisse rund um die politische Mitte Berlins wird die Eiche in dem künstlerischen Projekt nun als Hauptfigur eingeführt. Im Oktober 2024 fand eine filmische Projektion im Roten Saal der Bundesstiftung Bauakademie statt.

## Einzelausstellungen (Auswahl)
- 2024 Die Eiche vom Schlossplatz Berlin, Roter Saal, Bundesstiftung Bauakademie, Berlin[22]
- 2021 Landscape and Memory 景色・記憶, Satellite Gallery SAKURA, Aichi Prefectural University of the Arts, Nagoya, Japan[23]
- 2020 Exakte Vertrauensgrenzen, HPZ Stiftung, Weltkunstzimmer, Düsseldorf
- 2018 Mindscape. Japan, Museen Dresden, Technische Sammlungen, Dresden
- 2018 Matrix, Gallery Nomart, Osaka, Japan
- 2016 Mori.Ishi, Gallery Nomart, Osaka, Japan
- 2015 The Japanese Series, Gästezimmer, Hans Peter Zimmer Stiftung, Düsseldorf
- 2008 Unbuilt City, Galerie Alexandra Saheb, Berlin
- 2006 Distortions, Goethe-Institut Paris, Frankreich
- 2005 Pictures from Utopia, Aktivist, Eisenhüttenstadt
- 2005 Die Litauische Rakete, CAIC, Vilnius, Litauen
- 1998 Sequenzen, Galerie Markt 21, Weimar

## Gruppenausstellungen (Auswahl)
- 2024 Die Grosse, Museum Kunstpalast, Düsseldorf
- 2022 Galactic Railroad, Emsdettener Kunstverein, Emsdetten und im Japanischen Kulturinstitut Köln
- 2021 Ohne Ende Anfang, Museum Utopie und Alltag, Eisenhüttenstadt
- 2021 Japonismus 2.0 _ Landschaft im Zeichen Japans, Städtische Galerie Bietigheim-Bissingen, Bietigheim-Bissingen
- 2020 Subjekt und Objekt, Kunsthalle Düsseldorf, Düsseldorf
- 2019 Die Grosse, Museum Kunstpalast, Düsseldorf
- 2019 dimensions variable 4, Emsdettener Kunstverein, Emsdetten
- 2019 Boundaries: Photographic Expressions from Japan and Germany, HRD Fine Art, Kyoto, Japan
- 2018 Questioning Photography Now, The Galaxy Museum of Contemporary Art, Chongqing, China
- 2018 Gute Aussichten Deluxe, Deichtorhallen, Hamburg
- 2017 Compilation, Hans Peter Zimmer Stiftung, Düsseldorf
- 2017 Static Scope, Akibatamabi 21, Gallery of Tama Art University, Tokio, Japan
- 2017 New german photography beyond the Düsseldorf School, Museo de la Cancillería, Mexiko-Stadt, Mexiko
- 2016 Der typologische Blick, SK Stiftung Kultur, Köln
- 2016 dimensions variable, Kunstraum Düsseldorf
- 2014 Words and Photographs, Seeds of Remembrance Fukushima, Setagaya Lifestyle Design Center, Tokio, Japan
- 2014 8. Darmstädter Tage der Fotografie, Darmstadt
- 2013 Water and Plant, Gallery Nomart, Osaka, Japan
- 2013 Brise Soleil, Artspace Estemp, São Paulo, Brasilien
- 2012 Mustererkennung, Museum für Angewandte Kunst, Köln
- 2011 Soramame – Himmelsbohnen, Weltkunstzimmer, Düsseldorf
- 2011 Approaching Art by Leaving Art Behind, Museum of Contemporary Art, Sapporo, Japan
- 2010 Landschaft I-IV, Galerie der Künstler, München
- 2010 64. Bergische Kunstausstellung, Bergischer Kunstpreis, Kunstmuseum Solingen
- 2009 Retromorphosis, Galleries at University of HertfordshireSt Albans, Hertfordshire, Großbritannien
- 2009 Kabinett II – aus der Sammlung, gfzk | Galerie für Zeitgenössische Kunst, Leipzig
- 2008 Kongress der Futurologen, Institute of Contemporary Art, Dunaújváros, Ungarn
- 2008 Video_ Düsseldorf / Riga, Latvian Centre for Contemporary Art – LCCA, Riga, Lettland
- 2007 Nach dem Sputnik, Kunst im Tunnel (KIT), Düsseldorf
- 2007 Appearance / Disappearance, Gallery of Contemporary Art Bunkier Sztuki, Krakau, Polen
- 2007 Abwesenheitsnotizen, Museum Abteiberg, Mönchengladbach
- 2006 Changing Faces – WORK, Museum Folkwang, Essen
- 2006 13. Month of Photography, Benaki-Museum, Athen, Griechenland
- 2005 gute aussichten – junge deutsche fotografie, Deichtorhallen, Hamburg
- 2005 Les Rencontres d’Arles, Arles, Frankreich
- 2004 Nachstellungen, Halle 6 – Galerie Christine Hölz, Düsseldorf
- 2004 realismus update, Jacobi Haus, Künstlerverein Malkasten, Düsseldorf

## Stipendien und Preise (Auswahl)
- 2021 Finalist, LensCulture Black & White Photography Awards 2021[24]
- 2020 Stiftung Kunstfonds[25]
- 2015 Kunststiftung NRW[26]
- 2013 Artist in Residence, Artspace Estemp, São Paulo, Brasilien
- 2011 Artist in Residence, S-AIR, Sapporo, Japan[27]
- 2010 Bergischer Kunstpreis, Kunstmuseum Solingen
- 2008 Artist in Residence, Goethe-Institut Kraków
- 2007 Stiftung Kunstfonds
- 2006 Auslandsstipendium des Landes NRW
- 2004 Preisträger, gute aussichten – junge deutsche fotografie
- 2002 Reisestipendium der Kunstakademie Düsseldorf